# مارك هاسكيل سميث
مارك هاسكيل سميث (بالإنجليزية: Mark Haskell Smith)‏ (14 يونيو 1957، لورانس في الولايات المتحدة)؛ كاتب سيناريو وروائي أمريكي.

## روابط خارجية
- مارك هاسكيل سميث على موقع IMDb (الإنجليزية)
- مارك هاسكيل سميث على موقع ميوزك برينز (الإنجليزية)
- مارك هاسكيل سميث على موقع ميوزك برينز (الإنجليزية)
- مارك هاسكيل سميث على موقع قاعدة بيانات الفيلم (الإنجليزية)